# Ильяпиево
Ильяпиево — деревня в Игринском районе Удмуртии. Первые упоминания датируются 1859-1873гг.

## География
Деревня находится в 10 км от районного центра (село Игра) и в 6,5 км от центра сельского поселения (деревня Кабачигурт). 

## Население
По данным Всероссийской переписи населения в 2010 году население деревни составило 106 человек.

## Власть
Деревня в административном плане относится к Кабачигуртскому сельскому поселению Игринского района Удмуртской Республики.